# Sergiu Popovici
Sergiu Cristian Popovici (Făget, 23 marzo 1993) è un calciatore rumeno, difensore del Sant Rafel.

## Carriera
Ha giocato nella massima serie rumena.